# Harald Popp (Historiker)
Harald Friedrich Popp (* 22. Juli 1931 in Neustadt an der Aisch; † 9. März 2017 in Nürnberg) war ein deutscher Pädagoge und Historiker.

## Leben
Popp studierte Klassische Philologie und Geschichte an der Friedrich-Alexander-Universität Erlangen-Nürnberg und der Eberhard Karls Universität Tübingen. Zudem besuchte er die Kirchenmusikschule. Mit einer Untersuchung über Die Einwirkung von Vorzeichen, Opfern und Festen auf die Kriegführung der Griechen im 5. und 4. Jahrhundert v. Chr. wurde er 1957 in Alter Geschichte bei Helmut Berve zum Dr. phil. promoviert. Seit 1957 war er als Gymnasiallehrer am Erlanger Fridericianum und von 1975 bis 1994 als Oberstudiendirektor als Leiter des Christian-Ernst-Gymnasiums tätig.
Ab 1974 war er Honorarprofessor für Didaktik der Geschichte am Institut für Geschichte der Universität Erlangen-Nürnberg. Seit 1969 hatte er die Leitung des Kontaktstudiums für Geschichtslehrer inne, das er zusammen mit Walther Peter Fuchs, Karl-Heinz Ruffmann, Werner Goez und Helmut Altrichter begründete. Ab 1980 war er stellvertretender Vorsitzender des Verbands der Geschichtslehrer Deutschlands.
Popp war ab 1975 Vorsitzender der Landesfachgruppe Geschichte/Sozialkunde im Bayerischen Philologenverband und erhielt 1994 das Bundesverdienstkreuz am Bande des Verdienstordens der Bundesrepublik Deutschland. Er wohnte in Erlangen-Buckenhof und starb in Nürnberg.

## Schriften
- Die Einwirkung von Vorzeichen, Opfern und Festen auf die Kriegführung der Griechen im 5. und 4. Jahrhundert v. Chr. Harald Popp, Neustadt an der Aisch  [Selbstverlag] - [Erlangen] : [Merkel] [1959] DNB 575418400; Triltsch, Würzburg [1959] DNB 480019843 (Dissertation Universität Erlangen, Philosophische Fakultät, 14. Mai 1959).